# Marie Massamba-Debat
Marie Massamba-Debat (ur. ok. 1928, zm. 13 października 1993 w Nantes) – pierwsza dama Republiki Konga w latach 1963–1968, żona prezydenta Alphonse Massamba-Débat.

## Życiorys
Marie Massamba-Debat urodziła się około 1928 roku. Według jej syna, była niepiśmienna oraz nie umiała czytać. 16 sierpnia 1963 roku, wraz z zaprzysiężeniem męża na stanowisku prezydenta, przyjęła tytuł pierwszej damy. Stanowisko pełniła do czasu uwięzienia męża – 4 września 1968 roku.
Zmarła 13 października 1993 roku w Nantes, we Francji. 26 lat po jej śmierci, 22 listopada 2019 roku, po raz pierwszy odprawiono mszę żałobną na jej cześć. Uroczystość zorganizowano w Basilique Sainte-Anne-du-Congo de Brazzaville w Brazzaville.